# Sárospatak
Sárospatak is een plaats (város) en gemeente in het Hongaarse comitaat Borsod-Abaúj-Zemplén. Sárospatak telt 13 663 inwoners (2007).
Sárospatak is al vanaf de 11e eeuw een belangrijke plaats in dit deel van Hongarije. Het kasteel van Sárospatak is het belangrijkste Renaissance kasteel van Hongarije en is te bezichtigen. In de binnenplaats van het kasteel vinden in de zomer vaak openluchtvoorstellingen plaats.

## Beroemde inwoners van Sárospatak
- Elisabeth van Hongarije.
- Comenius

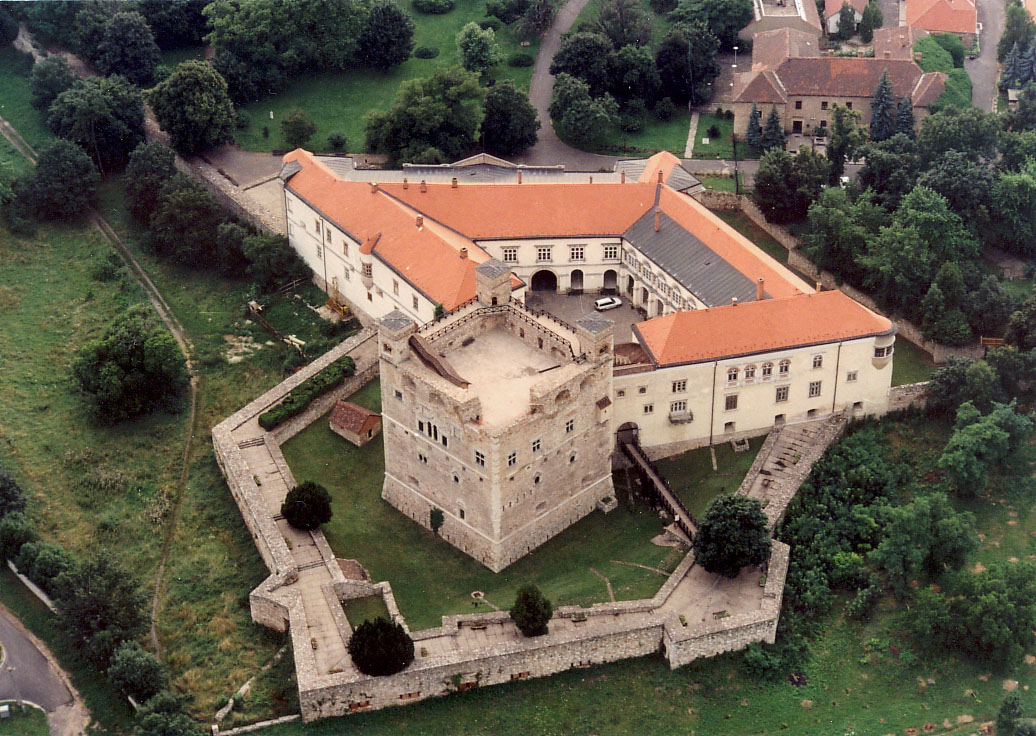
Kasteel van Sárospatak
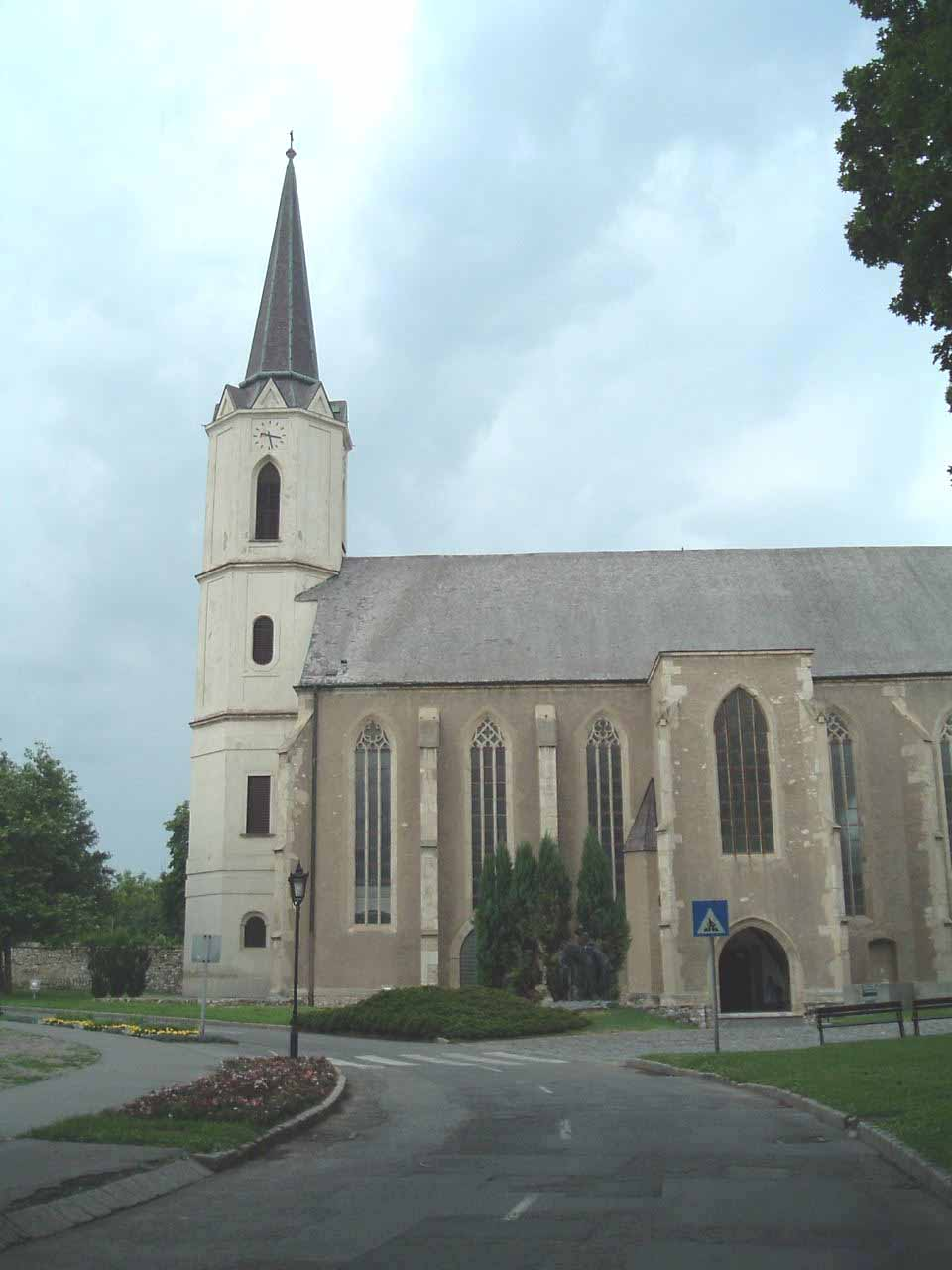
burcht-kerk